# Francisco Narciso de Laprida
Francisco Narciso de Laprida (San Juan de la Frontera, 28 de octubre de 1786 – Mendoza, 22 de septiembre de 1829) fue un abogado y político argentino. Fue diputado por San Juan al Congreso de Tucumán y presidió el mismo cuando se declaró la independencia del país el 9 de julio de 1816.

## Biografía
Hizo sus primeros estudios en el Real Colegio de San Carlos de Buenos Aires, y acabados estos se trasladó a Santiago de Chile para cursar Cánones y Leyes por la Universidad de San Felipe. Licenciado en 1810, participó en el cabildo abierto  18 de septiembre de ese año en que se formó la Junta Provisional de Gobierno; un año más tarde, regresaría a San Juan, donde en 1812 sería electo síndico del Cabildo.
En 1813 fue el principal instigador del descontento popular que acabó con el gobierno de Saturnino Sarassa. Esto le valió ser encarcelado por el interventor posterior. Se fugó al poco tiempo.
Reincorporado al cabildo, colaboró con José de San Martín en la organización del Ejército de los Andes. Era considerado un perito en leyes y vecino de importancia, por lo que fue elegido en 1815 como diputado de su ciudad al Congreso de Tucumán, junto con Fray Justo Santa María de Oro. Ocupó la presidencia del mismo durante el mes de julio de 1816, de modo que ocupaba ese cargo cuando, el 9 de julio, se votó la Declaración de Independencia de la Argentina.
En 1820 asumió como ministro general de gobierno durante la gobernación de José Antonio Sánchez en la Provincia de San Juan.
En 1824 representó a San Juan en el Congreso Nacional, presidiendo el mismo durante unos meses. Era miembro del Partido Unitario.
Tras la disolución del Congreso regresó a San Juan, donde tuvo alguna participación en la política local.
El fusilamiento del líder federal Manuel Dorrego inició una guerra civil, a raíz de la cual Laprida se trasladó a Mendoza. Allí apoyó la revolución unitaria dirigida por Juan Agustín Moyano.
El 22 de septiembre de 1829, las tropas al mando del ex fraile José Félix Aldao derrotaron a Moyano, muriendo en la matanza que le siguió más de un centenar de personas.

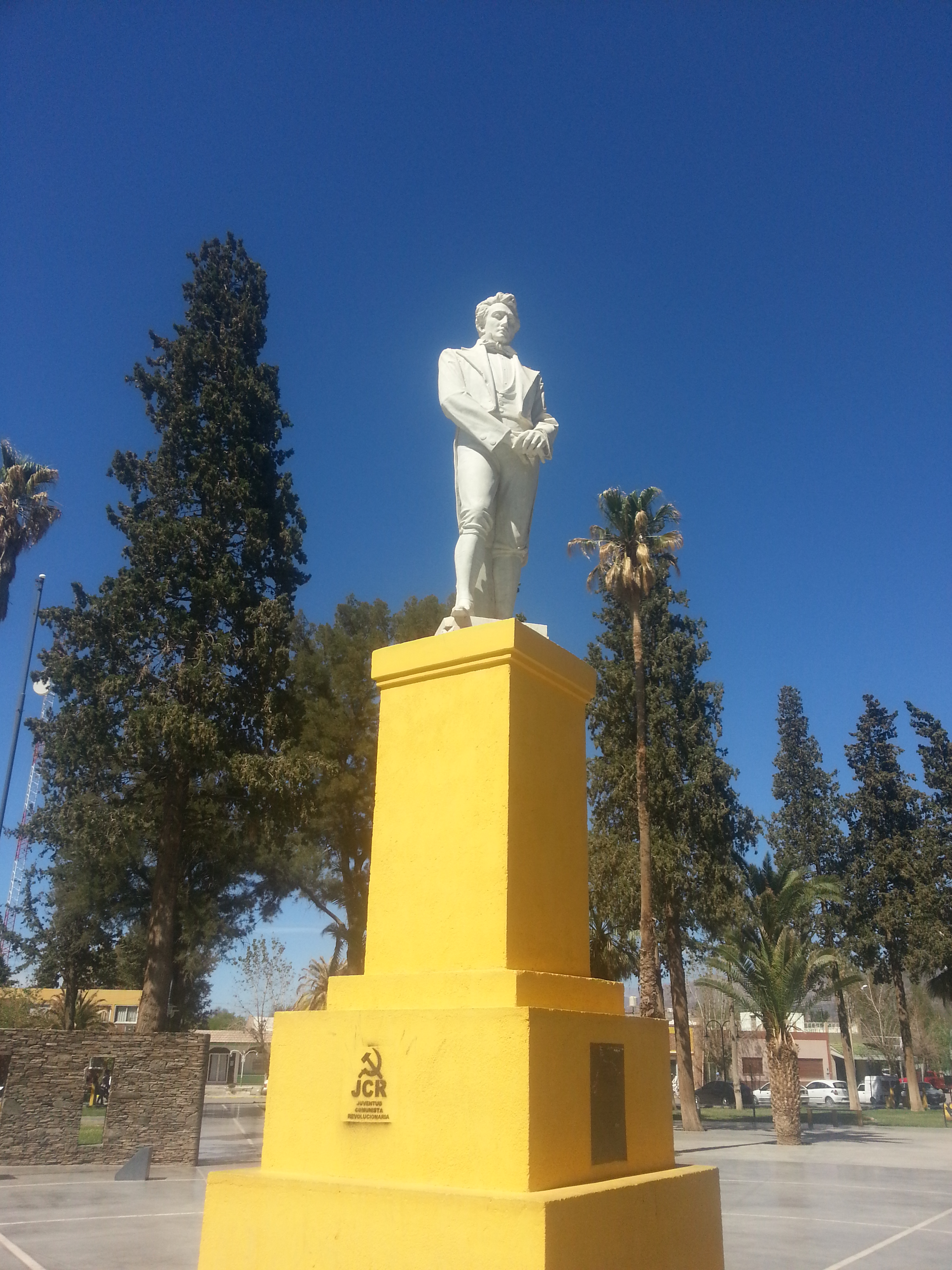
Estatua de Francisco Narciso Laprida, por Lola Mora, en la plaza central de la ciudad de San José de Jáchal (San Juan).

Una versión del entonces joven Sarmiento narra que Laprida se puso al frente de un grupo de unitarios que se dispersaba después de la batalla, entre los cuales se habría contado el después presidente. Alcanzado por una partida, y tras breve resistencia, Laprida habría sido derribado y degollado. El propio Sarmiento narraba que nadie pudo saber después qué fue de él.
Existe otro relato, que se apoyó durante mucho tiempo en trascendidos, que afirma que Laprida habría sido capturado sin poder oponer resistencia, lo habrían enterrado vivo hasta el cuello, y habrían hecho pasar un tropel de caballos sobre su cabeza. Su cadáver, conducido hasta el cabildo de Mendoza, donde habría sido identificado por el juez Ortiz, habría sido depositado en un calabozo, sin saberse luego más del caso.
En la ciudad de San José de Jáchal, en la Provincia de San Juan se halla una escultura de Laprida joven, realizada por la artista Lola Mora en 1907.
Jorge Luis Borges rememoró la muerte de Laprida en su Poema conjetural, dedicado a su memoria.